# Filozofija povijesti
Pojam filozofija povijesti iskovao je Voltaire, koji je 1765. objavio raspravu naslovljenu Philosophie de l'histoire. Preteča "filozofije povijesti" kao posebne filozofske discipline je Giambatista Vico (1668. – 1744.), koji u svojem djelu Principi nove znanosti razrađuje prvu filozofiju povijesti na ne-teološkom osnovu. Po Vicu, ljudi sami stvaraju svoju povijest, i nju treba razumjeti na osnovu razumijevanja ljudske prirode, bez pozivanja na teološke pojmove. 
Za osnivača filozofije povijesti kao posebne filozofske discipline smatra se J. G. Herder, koji je 1784. – 1787. objavio Ideen zur Prhilosophie der Geschichte der Menscheit ("Ideje za filozofiju povijesti humaniteta"). Njegovo se razumijevanje ljudske povijesti zasniva na ideji progresa: povijest je postupno napredovanje čovjeka k punom humanitetu. 
Možemo govoriti o specifičnoj kršćanskoj filozofiji povijesti kod Aurelija Augustina. Ova teološka koncepcija, koja razlikuje "dva grada" i dvije vrste povijesnog zbivanja (s jedne strane ratovi, politički sukobi itd. su samo "događaji", dok je bitna "povijest spasa") nastavila je utjecati na koncepcije teoretičara i filozofa povijesti, uz razne transformacije, i do najnovijeg doba. (Vidi članak Historija i povijest u praxis filozofiji)
Najvažnija je, i u povijesti filozofije nezaobilazna, Hegelova filozofija povijesti (čiji je dio i povijest filozofije. On prikazuje kako se apsolutni duh razvija u vremenu u sve savršenije oblike. Njegova filozofija izazivala je kontroverze i oprečna tumačenja, ali ostaje značajna za razumijevanje koncepcija koje su slijedile, sve do danas. Npr. Fukuyama se obilno poziva na Hegela, a i Huntington se može dovesti u vezu s nekim Hegelovim tezama.
U XIX. i XX. stoljeću ova se filozofska disciplina razvija bez gotovo ikakve veze s radom povjesničara. Oni u XIX. stoljeću razvijaju prvenstveno metodologiju svoje znanosti (rad na izvorima, utvrđivanje činjenica i njihova interpretacija). U svojem pozitivističkom pristupu, u duhu samouvjerenosti XIX. stoljeća, oni smatraju da im nikakva filozofija nije potrebna. (Carr, str. 15)
Krajem XIX. i početkom XX. stoljeća pojavljuje se tzv. "analitička filozofija povijesti", koju razvijaju Wilhelm Dilthey, Benedetto Croce i Roger Colingwood. Metodološke dvojbe, koje se javljaju u povijesnoj znanosti (historiografiji), vode do obnove interesa za teoriju. 
Značajna djela koja se mogu uvrstiti pod pojam "filozofije povijesti" i koja su izazvala mnogo polemika u posljednjem desetljeću XX. stoljeća su Francis Fukuyama: Kraj povijesti i Samuel P. Huntington: Sukob civilizacija. Prva izražava optimističku liberalnu filozofiju (sustav liberalne demokracije ostao je bez ozbiljnh oponenata), a druga pesimističku konzervativnu (globalni sukobi su neizbježni, u XXI. stoljeću oni će biti "sukobi civilizacija"). Obje knjige prevedene su i objavljene i u Hrvatskoj.
Nezaobilazna literatura kod filozofije povijesti je i "Smisao povijesti" Nikolaja Berdjajeva, ruskog kršćanskog filozofa koji je bio zatvaran i prognan iz SSSR. Na hrvatskom izdana 2005.
Djelo Franje Tuđmana Bespuća povijesne zbiljnosti također je u većoj mjeri posvećeno filozofiji povijesti, a manjim dijelom je znanstvena historiografija. Tuđmanova filozofija povijesti je pesimistička: pritišće ga problem "zlosilja" (zla, nasilja) u povijesti. On je kasnije izrazito cijenio Huntingtonove ideje.